# Знаме на Йерусалим
Знамето на Йерусалим е направено по подобие на националното знаме на Израел.
Представлява 2 хоризонтални сини линии, които означават юдаизма. В центъра на флага се намира гербът на града. Над него е изписано името на града на иврит (יְרוּשָׁלַיִם‎‎).